# Isang Yun
Isang Yun (født 17. september 1917 i Tongyeong, Sydkorea død 3. november 1995 i Berlin, Tyskland) var en koreansk komponist, fra 1971 tysk statsborger. I sin musik absorberede han træk af vestlig avantgarde, uden dog ganske at opgive sin asiatiske herkomst. Har skrevet orkesterværker, operaer, cellokoncerter, korværker, 5 symfonier og kammermusik.

## Udvalgte værker
- Symfoni nr. 1 (1982-1983) (i fire satser) - for stort orkester
- Symfoni nr. 2 (1984) (i tre satser) - for orkester
- Symfoni nr. 3 (1985) (i en sats) - for orkester
- Symfoni nr. 4 "Sang i mørket" (1986) (i to satser) - for stort orkester
- Symfoni nr. 5 (1987) (i fem satser) - for høj baryton og stort orkester
- 2 Kammersymfonier (1987, 1989) (nr. 2 "Frihedens ofre") - for orkester
- Symfonisk scene (1960) - for orkester
- "Konturer" (1989) - for stort orkester